# Frenchies Island
Frenchies Island ist eine Insel in der Region West Coast auf der Südinsel von Neuseeland.

## Geographie
Die Insel ist Teil der Totara Lagoon an der Westküste der Südinsel und befindet sich rund 18 km südwestlich von Hokitika. Sie hat eine Länge von rund 1,58 km in Nordost-Südwest-Richtung und misst an ihrer breitesten Stelle rund 365 m in Nordwest-Südost-Richtung. Ihre Flächenausdehnung beträgt rund 37,4 Hektar. Die flache und zum Teil sumpfige Insel wird nur durch eine viele Kilometer lange Sandbank von der Tasmansee getrennt. Im Nordosten angrenzend befinden sich die Inseln Tui Island und Cashmere Island ebenfalls in der Lagune.